# Rybná (Praha)
Rybná ulice na Starém Městě v Praze začíná na Králodvorské ulici u Prašné brány a končí na Haštalském náměstí. Postupně od jihu přes ni procházejí ulice Jakubská, Benediktská, Masná a Dlouhá.

## Historie a názvy
Ve 12. a 13. století se na místě dnešní ulice soustředili řezníci a okolí se od 14. do 18. století nazývalo "Za masnými krámy" a zejména v 18. století "Za svatým Jakubem" podle nedaleké Baziliky svatého Jakuba Většího. Běžně se ale v té době ulice dělila na 4 části s odlišnými názvy:
- jižní část – Řeznická
- střední část – Řeznický plac
- mezi Masnou a Dlouhou – Šlachtatská
- severní část – Malá Haštalská.

Název "Rybná" má celá ulice od roku 1870.

## Významné budovy a místa
- Kapounovský dům – gotický nárožní dům s adresami Rybná 7 a Jakubská 3, první písemná zmínka z roku 1355
- hotel Central – Rybná 8, tříhvězdičkový hotel postavený v roce 1931 podle návrhu architekta Rudolfa Weisera[2]
- čtyřhvězdičkový hotel Astoria – Rybná 10[3]
- Burzovní palác – Rybná 14, sídlo Burzy cenných papírů Praha
- gotický měšťanský dům U kříže – Rybná 17[4]
- měšťanský dům U černého lva – nárožní gotická stavba s adresami Rybná 19 a Masná 20[5]